# Luís Pedreira do Couto Ferraz
Luís Pedreira do Couto Ferraz, o Visconde do Bom Retiro GCC • GCNSC (Rio de Janeiro, 7 de maio de 1818 — Rio de Janeiro, 12 de agosto de 1886) foi um advogado e político brasileiro.
Foi deputado geral, presidente da província do Rio de Janeiro e da do Espírito Santo, conselheiro de Estado e senador do Império do Brasil de 1867 a 1886. Recebeu várias comendas, entre elas a Grã-Cruz da Legião de Honra da França, a Grã-Cruz da Ordem Militar de Cristo de Portugal e da Imperial Ordem de Cristo, a Grã-Cruz da Real Ordem de Nossa Senhora da Conceição de Vila Viçosa, a Grã-Cruz da Ordem dos Santos Maurício e Lázaro, a Grã-Cruz da Ordem de Leopoldo I, a Grã-Cruz da Ordem Real do Dannebrog da Dinamarca, e foi Oficial da Imperial Ordem do Cruzeiro e da Imperial Ordem da Rosa.
Foi o responsável pela metodização e oficialização do ensino primário, reforma do ensino secundário, das escolas de medicina, o conservatório de música, a academia de belas artes, e criador do Imperial Instituto dos Cegos.
Criou a primeira colônia de povoamento com imigrantes alemães no Espírito Santo.
Duas ruas têm seu nome, uma no Rio de Janeiro e outra em Petrópolis. Também é lembrado em nomes de rua em São Paulo e no Recife como Visconde do Bom Retiro.
Há um monumento a ele erguido na Floresta da Tijuca, na pequena praça denominada Bom Retiro, obra de escultor desconhecido.
Está sepultado no Cemitério do Caju, em uma sepultura simples, localizada ao lado da tumba ocupada pelos restos do Barão e do Visconde de Rio Branco.
Foi o principal responsável pela reforma eleitoral conhecida como Lei dos Círculos (1855).